# Бейцзін Гоань
ФК «Бейцзін Сінобо Гоань» (кит.: 北京中赫国安足球俱乐部) — китайський футбольний клуб із Пекіна, заснований у 1992 році. Виступає в Суперлізі. Домашні матчі приймає на Робітничому стадіоні, потужністю 66 161 глядач.

## Досягнення
- Китайська Суперліга:
  -  Чемпіон (1) 2009
  -  Срібний призер (4): 2007, 2011, 2014, 2019
  -  Бронзовий призер (5): 2006, 2008, 2012, 2013, 2020

- Китайська Цзя-А Ліга:
  -  Чемпіон (5): 1957, 1958, 1973, 1982, 1984

- Кубок Китайської Футбольної Асоціації:
  -  Володар (5): 1985, 1996, 1997, 2003, 2018

- Суперкубок Китайської Футбольної Асоціації:
  -  Володар (2): 1997, 2003